# Llengües cañari–puruhá
Las llengües cañari-puruhá era un grup de llengües indígenes actualment extintes que es van parlar a les províncies de Chimborazo, Cañar i Azuay, en el sud de l'Equador. El grup inclou només al cañari i al puruhá, entre les quals diversos autors opinen que podria haver existit un parentiu lingüístic.

## Classificació
El cañari i el puruhá es coneixen escassament per topònims i unes poques paraules, amb la qual cosa la classificació d'aquestes llengües és complicada. De tota manera es considera bastant versemblant que el cañari i el puruhá estiguin emparentats a causa d'una sèrie característiques comunes que no es presenten en les llengües veïnes.
Una mica més dubtós és si existeix parentiu entre les llengües cañari-puruhá i altres llengües andines. Jijón y Caamaño (1940-45) i Paz y Miño (1936-61) van examinar algunes dades lingüístiques, principalment topònims, van proposar que les llengües cañari-puruhá i la llengua mochica, una llengua aïllada de la costa per a la qual s'han proposat diversos parentius, cap d'ells massa convincent. Jijón y Caamaño, considera que les llengües cañari-puruhá juntament amb el mochica formarien una hipotètica família chimú, encara que Adelaar (2004) considera molt escassa l'evidència en favor d'aquesta hipòtesi i, per tant, deixa oberta la classificació, tot i que es decanta per incloure-le com a part de les llengües barbacoanes. Altres autors han complicat la classificació proposant a més una relació encara més dubtosa entre la família chimú i les llengües uru-chipaya. Pràcticament no existeix cap evidència sòlida en favor d'aquesta última hipòtesi.

## Descripció lingüística
El cañari i el puruhá comparteixen algunes característiques poc freqüents en les llengües d'aquesta regió dels camins com són l'ocurrència d'oclusives sonores en posició inicial de paraula o la presència d'un fonema /ž/ (= [AFI] ʒ) (que a diferència d'alguns dialectes quítxues de la regió no deriva d'una lateral palatal /ʎ/, sinó que té un origen independent de la lateral). A més totes dues llengües semblen haver donat lloc a topònims acabats en -bug i -shi la qual cosa suggereix novament que estaven emparentades i tenien alguns morfemes en comú.

## Referència
1. ↑  Campbell, Lyle. «Classification of the indigenous languages of South America». A: Grondona, Verónica. The Indigenous Languages of South America. 2.  Berlin: De Gruyter Mouton, 2012, p. 59-166 (The World of Linguistics). ISBN 978-3-11-025513-3.
2. ↑  Loukotka, Čestmír. Classification of South American Indian languages.  Los Angeles: UCLA Latin American Center, 1968.